# Попередник
«Попередник» — радянський двосерійний біографічний телефільм 1988 року, знятий режисером Юрієм Квачадзе на кіностудії «Грузія-фільм».

## Сюжет
Фільм-біографія грузинського письменника Егнате Ніношвілі (1859—1894). За своє недовге життя він встиг попрацювати вчителем, телеграфістом, наборщиком та просто чорноробом. У фільмі відбито трагічні події, що вплинули на творчість письменника, а також частково використані сюжети його творів, присвячених важкій долі селянства.

## У ролях
- Малхаз Кухіанідзе — Егнате Ніношвілі
- Зураб Стуруа — Мосе
- Гурам Пірцхалава — Таріел
- Ніно Тархан-Моураві — Крістіне
- Манучар Шервашидзе — Петрія
- Марлен Беставашвілі — священник
- Аміран Кадейшвилі — керуючий
- Паата Моїсцрапішвілі — художник
- Гурам Гегечкорі — терорист
- Гіві Хахідзе — епізод
- Кеті Панцхава — епізод
- Мамука Кучава — епізод
- Грігол Нацвлішвілі — епізод
- Гіві Чугуашвілі — епізод
- Тамара Схіртладзе — епізод
- Ека Кутателадзе — епізод
- Отар Мікеладзе — епізод
- Анзор Лолуа — епізод
- Нукрі Барамідзе — епізод
- Отар Мацаберідзе — епізод
- Георгій Мдінарідзе — епізод
- Абесалом Гогуа — епізод
- Тамаз Данелія — епізод
- Хатуна Чавчанідзе — епізод
- Шалва Бахтадзе — епізод
- Шота Бочорішвілі — епізод
- Вахтанг Кікнавелідзе — епізод
- Хатуна Паїчадзе — епізод
- Олександр Махарадзе — епізод
- Бердія Інцкірвелі — епізод
- Гогі Ахвледіані — епізод
- Джемал Веліадзе — епізод

## Знімальна група
- Режисер — Юрій Квачадзе
- Сценаристи — Аміран Долідзе, Резо Квеселава, Юрій Квачадзе
- Оператор — Гурам Шенгелая
- Композитор — Яків Бобохідзе
- Художники — Заур Кварацхелія, Гено Цаава